# Triatlon under sommer-OL 2024 - Triatlon (mixed)
Blandet stafet i triatlon under sommer-OL 2024 blev arrangeret ved Pont Alexandre III 5. august 2024.

## Resultater
| Nr.                              | Nation         | Udøvere                                                                           | Svømming | Cykling | Løb | Tid     | Diff.            |
| -------------------------------- | -------------- | --------------------------------------------------------------------------------- | -------- | ------- | --- | ------- | ---------------- |
| 1                                | Tyskland       | Tim Hellwig Lisa Tertsch Lasse Lührs Laura Lindemann                              |          |         |     | 1:25:39 | __               |
| 2. plads, sølvmedaljemodtager(e) | USA            | Seth Rider Taylor Spivey Morgan Pearson Taylor Knibb                              |          |         |     | 1:25:40 | +0:01            |
| 3                                | Storbritannien | Alex Yee Georgia Taylor-Brown Sam Dickinson Beth Potter                           |          |         |     | 1:25:40 | +0:01            |
| 4                                | Frankrig       | Pierre Le Corre Emma Lombardi Léo Bergère Cassandre Beaugrand                     |          |         |     | 1:26:47 | +1:08            |
| 5                                | Portugal       | Ricardo Batista Melanie Santos Vasco Vilaça Maria Tomé                            |          |         |     | 1:27:08 | +2:09            |
| 6                                | Italien        | Gianluca Pozzatti Alice Betto Alessio Crociani Verena Steinhauser                 |          |         |     | 1:27:11 | +2:12            |
| 7                                | Schweiz        | Max Studer Julie Derron Sylvain Fridelance Cathia Schär                           |          |         |     | 1:27:16 | +2:17            |
| 8                                | Brasilien      | Miguel Hidalgo Djenyfer Arnold Manoel Messias Vittória Lopes                      |          |         |     | 1:27:23 | +2:24            |
| 9                                | Spanien        | Alberto González Garcia Anna Godoy Conteras Antonio Serrat Seoane Miriam Casillas |          |         |     | 1:27:30 | +2:31            |
| 10                               | Holland        | Mitch Kolkman Maya Kingma Richard Murray Rachel Klamer                            |          |         |     | 1:27:37 | +2:38            |
| 11                               | Norge          | Vetle Bergsvik Thorn Lotte Miller Kristian Blummenfelt Solveig Løvseth            |          |         |     | 1:27:40 | +2:41            |
| 12                               | Australien     | Luke Willian Natalie Van Coevorden Matthew Hauser Sophie Linn                     |          |         |     | 1:28:50 | +4:31            |
| 13                               | Mexico         | Aram Peñaflor Rosa Tapia Crisanto Grajales Lizeth Rueda                           |          |         |     | 1:29:20 | +6:21            |
| 14                               | New Zealand    | Hayden Wilde Nicole van der Kaay Dylan McCullough Ainsley Thorpe                  |          |         |     | 1:30:23 | +8:04            |
| 15                               | Østrig         | Alois Knabl Julia Hauser Tjebbe Kaindl Lisa Perterer                              |          |         |     |         | Skabelon:AthAbbr |
| DNS                              | Belgien        | Jelle Geens Marten Van Riel Claire Michel Jolien Vermeylen                        |          |         |     |         | Skabelon:AthAbbr |
| Kilder: Officielle resultater    |                |                                                                                   |          |         |     |         |                  |